# Fritzsche
Fritzsche ist ein deutscher Familienname.

## Herkunft und Bedeutung
Der Familienname Fritzsche (auch Fritsche, Fritzsch, Fritsch, u. ä.), vor allem gefunden in Thüringen, dem südlichen Sachsen-Anhalt, Sachsen und Schlesien sowie im alemannischen Raum, ist in einer dialektbezogenen Herleitung von Fritz bzw. Fritze eine Kurzform zu Friedrich, also ein Patronym.

## Namensträger

### A
- Adolf Theodor Hermann Fritzsche (1818–1878), deutscher klassischer Philologe
- Alfred Fritzsche (1898–1985), deutscher Maler und Grafiker
- Alfred Fritzsche (Journalist) (1901–1976), deutscher Journalist
- Aljosha Fritzsche (* 1993), deutscher Webvideoproduzent und Synchronsprecher
- Anja Flieda Fritzsche (* 1977), deutsche Autorin und bildende Künstlerin
- Annemarie Fritzsche (* 1942), deutsche Badmintonspielerin, siehe Annemarie Seemann

### B
- Belén Fritzsche (* 1997), argentinische Sprinterin
- Bence Fritzsche (* 1947), deutscher Journalist
- Bruno Fritzsche (Historiker) (1935–2009), Schweizer Historiker und Hochschullehrer
- Bruno Fritzsche (* 1986), deutscher Filmproduzent, Regisseur und Unternehmer

### C
- Carl Hellmut Fritzsche (1895–1968), deutscher Bergbauingenieur und Professor für Bergbaukunde
- Carl Julius Fritzsche (1808–1871), deutscher Chemiker (Entdecker der Anthranilsäure)
- Christian Friedrich Fritzsche (1776–1850), deutscher Theologe
- Christian Gottlob Fritzsche (1819–nach 1885), deutscher Lehrer und Autor
- Claudia Fritzsche (* 1981), deutsche Schauspielerin
- Claus Fritzsche (Tennisspieler) (* 1934), deutscher Tennisspieler
- Claus Fritzsche (Blogger) (1964–2014),  deutscher Blogger und Lobbyist
- Curt Hans Fritzsche, deutscher Architekt

### D
- Diana Fritzsche (* 1973), deutsche Rundfunkmoderatorin, frühere Reporterin und Moderatorin des Sorbischen Rundfunks

### E
- Erich Müller-Fritzsche (* 1955), deutscher Jurist und Richter
- Ernst Fritzsche (Philologe) (1850–1919), deutscher Philologe
- Ernst Fritzsche (Politiker) (1892–nach 1933), deutscher Lehrer und Politiker (DNVP)
- Ernst Traugott Fritzsche (1851–1916), deutscher Kaufmann
- Eugen Fritzsche (1889–1938), deutscher akademischer Bildhauer und Graveur
- Eva Fritzsche (1908–1986), deutsche Filmregisseurin und Theaterintendantin

### F
- Franz Fritzsche (Philologe) (1867–1943), deutscher Pädagoge
- Franz Volkmar Fritzsche (1806–1887), deutscher klassischer Philologe
- Franz Wilhelm Fritzsche (1811–1892), deutscher Metallurg, Hochschullehrer für Probierkunst und Hüttenkunde
- Friedrich Fritzsche (Lehrer) (1851–1921), Schweizer Philologe und Lehrer
- Friedrich August Fritzsche (1806–1887), Mitglied der Frankfurter Nationalversammlung
- Friedrich Carl August Fritzsche (1816–1902), deutscher Sozialreformer und  Konsumgenossenschaftler, siehe August Fritzsche
- Friedrich Wilhelm Fritzsche (1825–1905), deutscher Politiker und Gewerkschafter

### G
- Gerhard Fritzsche (1911–1944), deutscher evangelisch-lutherischer Autor
- Gottfried Fritzsche (1578–1638), deutscher Orgelbauer
- Gotthard Daniel Fritzsche (1797–1863), Theologe und Begründer der Evangelisch-Lutherischen Kirche Australien

### H
- Hanns Fritzsche (1902–1945), deutscher Rechtsanwalt und Politiker, MdL Sachsen
- Hans Fritzsche (Rechtswissenschaftler) (1882–1972), Schweizer Rechtswissenschaftler
- Hans Fritzsche (1900–1953), deutscher Journalist
- Hans Christoph Fritzsche (vor 1638–1674), deutscher Orgelbauer
- Hans-Georg Fritzsche (1926–1986), deutscher Theologe und Hochschullehrer
- Hans Karl Fritzsche (1914–1999), deutscher Offizier und Ministerialbeamter
- Harald Fritzsche (1937–2008), Fußballtorwart in der DDR
- Hellmut Fritzsche (1927–2018), deutsch-US-amerikanischer Physiker
- Hellmuth Allwill Fritzsche (1901–1942), deutscher Kunstwissenschaftler
- Helmut Fritzsche (1929–2014), deutscher evangelischer Theologe und Hochschullehrer
- Hermann Traugott Fritzsche senior (1809–1887), deutscher Kaufmann
- Hermann Traugott Fritzsche junior (1843–1906), deutscher Kaufmann

### I
- Ingo Fritzsche (* 1972), deutscher Biologe

### J
- Joachim Fritzsche (* 1943), deutscher Germanist
- Jörg Fritzsche (* 1963), deutscher Jurist und Hochschullehrer
- Julius Fritzsche (1844–1907), deutscher Schauspieler
- Julius Otto Fritzsche (1872–1948), deutscher Maler
- Jürgen Fritzsche (* 1967), deutscher Karateka und Fachbuchautor
- Justus Fritzsche (Bauingenieur) (Justus Heinrich Fritzsche; 1915–nach 1977), deutscher Bauingenieur und Hochschullehrer
- Justus Fritzsche (Schauspieler) (1941–2003), deutscher Schauspieler

### K
- Karl Fritzsche (Tiermediziner) (1906–2000), deutscher Veterinärmediziner
- Karl August Fritzsche (1871–1944), deutscher Fabrikant
- Karl-Friedrich Fritzsche (* 1951), bildender Künstler
- Karl Friedrich August Fritzsche (1801–1846), deutscher Theologe
- Karl Julius Fritzsche (1883–1954), deutscher Filmproduzent
- Karl-Peter Fritzsche (* 1950), deutscher Politikwissenschaftler
- Klaus Fritzsche (Politikwissenschaftler) (1940–2024), deutscher Politikwissenschaftler und Hochschullehrer
- Klaus Fritzsche (* 1946), deutscher Mathematiker
- Kurt Fritzsche (Politiker) (1868–nach 1940), deutscher Politiker und MdL Sachsen
- Kurt Fritzsche (1919–2005), deutscher Fußballspieler und -trainer

### L
- Lara Fritzsche (* 1984), deutsche Journalistin

### M
- Marc Fritzsche (* 1969), deutscher Kunstpädagoge
- Marco Fritzsche, deutscher Biophysiker und Immunologe
- Max Fritzsche (Politiker) (vor 1872–nach 1934), deutscher Bürgermeister in Deutsch-Südwestafrika
- Max Fritzsche (Bühnenbildner) (1906–1999), deutscher Bühnenbildner, Kostümbildner und Regisseur

### O
- Olga Fritzsche (* 1972), deutsche Politikerin (Die Linke)
- Oliver Fritzsche (* 1977), deutscher Politiker (CDU), MdL
- Otto Fritzsche (Bildhauer) (1832–1899), deutscher Bildhauer
- Otto Fritzsche (Maler) (1872–1948), deutscher Landschafts- und Bildnismaler
- Otto Emil Fritzsche (1877–1962), deutscher Ingenieur
- Otto Fridolin Fritzsche (1812–1896), deutscher Theologe
- Otto Hermann Fritzsche (1882–1908), deutscher Luftfahrtpionier

### P
- Paul Fritzsche (1867–nach 1905), deutscher Pädagoge
- Peter Fritzsche (Bildhauer) (1938–2022), deutscher Bildhauer
- Peter Fritzsche (Historiker) (* 1959), US-amerikanischer Historiker
- Philipp Fritzsche (* 1970), deutscher Künstler

### R
- Rainer Fritzsche (* 1978), deutscher Schauspieler und Synchronsprecher
- Rainer Jon Fritzsche (* 1944), ungarisch-deutscher Theaterregisseur
- Rayk Fritzsche (* 1978), deutscher Eisschnellläufer
- Reiner Fritzsche (* 1932), deutscher Mathematiker und Hochschullehrer
- Reinhold Fritzsche (1851–1929), deutscher Politiker der SPD
- Richard Fritzsche (Architekt) (1859–1925), deutscher Architekt
- Richard Fritzsche (1910–1976), deutscher Journalist und Heimatforscher
- Robert Arnold Fritzsche (1868–1939), deutscher Klassischer Philologe und Bibliothekar
- Rolf Fritzsche (Phytomediziner) (1927–2013), deutscher Phytomediziner und Entomologe
- Rolf Fritzsche (* 1933), deutscher Fußballspieler
- Rudolf Fritzsche (Architekt) (1888–nach 1958), deutscher Architekt
- Rudolf Fritzsche (Entomologe) (1890–nach 1968), deutscher Insektenforscher

### S
- Stephan Fritzsche (Fußballspieler) (* 1954), deutscher Fußballspieler
- Stephan Fritzsche (Hörfunkjournalist) (* 1963), deutscher Hörfunkjournalist und -moderator

### T
- Theodor Fritzsche (1838–1903), deutscher klassischer Philologe
- Thomas Fritzsche (* 1961), deutscher Psychologe, Psychotherapeut und Autor
- Thomas Fritzsche (* 1962), deutscher Lehrerbildner

### W
- Walter Fritzsche (1895–1956), deutscher Fußballspieler
- Waltraut Fritzsche, Leiterin der Namibia Wissenschaftlichen Gesellschaft
- Werner Fritzsche, deutscher Radrennfahrer
- Wilfried Fritzsche (1923–1982), deutsch-österreichischer Elektrotechniker und Hochschullehrer
- Wilhelm Heinrich Fritzsche (1859–1895), deutscher Kartograph
- Wolfgang Fritzsche (Agrarwissenschaftler) (1932–2012), deutscher Agrarwissenschaftler und Hochschullehrer für Zierpflanzenbau
- Wolfgang Fritzsche (Chemiker) (* 1965), deutscher Chemiker und Hochschullehrer